# Швейцарский федеральный институт интеллектуальной собственности
Швейцарский федеральный институт интеллектуальной собственности (Французский: Institut fédéral de la Intellectuelle, итальянский: Istituto Federale делла Proprietà Intellettuale, английский: Federal Institute of Intellectual Property) — основанный в Берне центр компетенции Швейцарской Конфедерации по всем вопросам, касающимся патентов, товарных знаков, обозначений происхождения, защиты дизайна и авторских прав.
Является подразделением Федерального департамента юстиции и полиции Швейцарии. После преобразования в федеральное государственное учреждение в 1996 году институт стал юридическим лицом и не зависит от федерального бюджета. В IPI (IGE) работает около 260 сотрудников (март 2014 г.).
Здесь в открытом доступе хранится более 30 млн патентов на изобретение.

## Полномочия и услуги
Задачи IPI изложены в отдельном законе об уставе и полномочиях IPI:
- Предоставление прав собственности: IPI является швейцарским органом по регистрации патентов, товарных знаков и промышленных образцов, а также, в зависимости от процедуры, по международным регистрациям. Он проверяет национальные заявки, предоставляет права собственности и ведёт соответствующие регистры. Официальным средством публикации прав на промышленную собственность является онлайн-база данных Swissreg. Заинтересованные лица могут бесплатно найти информацию в реестрах прав собственности и охраняемых топографиях.
- Государственная обязанность предоставления информации: IPI информирует заинтересованные стороны отрасли, образовательные учреждения и общественность о системах защиты интеллектуальной собственности и о том, как их можно использовать с максимальной выгодой.

Среди прочего, он предлагает kmu.ige.ch специальный веб-сайт для малых и средних предприятий и начинающих.
- Политические услуги: IPI готовит законы о патентах на изобретения, дизайне, авторском праве и смежных правах, топографии полупроводниковой продукции, торговых марках и указаниях происхождения, государственных гербах и других общественных символах, а также других указах в области интеллектуальной собственности. Он консультирует федеральные органы власти и представляет Швейцарию по всем вопросам интеллектуальной собственности в международных организациях и на переговорах с третьими государствами.
- Бесплатные (коммерческие) информационные услуги: IPI проводит поиск по товарным знакам и патентный поиск на основе частного права под лейблом ip-search: в области товарных знаков в основном поиск по сходству, по уровню техники, поиск обоснованности (поиск возражений), исследование нарушения патентных прав (свобода действий), а также анализ патентной среды. Информация о брендах, патентах и технологиях является важной основой для принятия деловых решений в области исследований и разработок, права и маркетинга.

## Известные сотрудники
Генеральные директора
•	1888-1921- Фридрих Галлер
•	1921—1935 — Вальтер Крафт
•	1935—1962 — Ханс Морф

Альберт Эйнштейн с первой супругой Милевой. 1905 год

•	1962-1969- Йозеф Вояме (1923—2010)
•	1969—1975 — Вальтер Штамм
•	1976—1985 — Пауль Брендли
•	1985—1989 — Жан-Луи Конт
•	1989—2015 — Роланд Гроссенбахер (1950 г.р.)
•	с 2015 — Катрин Шаммартин
Технический эксперт
•	1902—1909 Альберт Эйнштейн (1879—1955)

## История
Федеральное бюро патентования изобретений было основано 15 ноября 1888 года. В рамках нового закона об административных организациях в 1978 году оно было переименовано в Федеральное ведомство интеллектуальной собственности (BAGE). 1 января 1996 года оно получило статус независимого публично-правового учреждения и продолжает функционировать под названием Федеральный институт интеллектуальной собственности (IGE).